# 卡洛斯·罗斯
卡洛斯·罗斯（西班牙语：Carlos Ross；1990年11月23日－）是一名智利足球員，司職前鋒, 他目前效力于帕兰德森 FC.

## 國家隊
他已经打了两场比赛的智利國家足球隊 与教练馬些路·比爾沙. 

## 外部連結
- 卡洛斯·罗斯 Soccerway（页面存档备份，存于）